# Tiszavasvári
Tiszavasvári is een plaats in Hongarije, gelegen in de uiterste westhoek van het noordoostelijke comitaat Szabolcs-Szatmár-Bereg. De gemeente telt 13.473 inwoners en is daarmee de op twee na grootste van Szabolcs-Szatmár-Bereg. Sinds 1986 heeft Tiszavasvári de status van stad.

## Naam
Tiszavasvári draagt zijn huidige naam sinds 1952: daarvoor heette het Büdszentmihály. Deze naam werd aanvankelijk alleen gebruikt door een van de beide samenstellende delen: in 1941 was het oorspronkelijke Büdszentmihály (ook: Szentmihály) samengegaan met het iets noordelijker gelegen Tiszabüd (ook: Büd). De nieuwe naam Tiszavasvári is te danken aan Pál Vasvári, een in 1849 gesneuvelde revolutionair die in Büd was geboren. Deze Vasvári heette op zijn beurt eigenlijk Pál Fejér, maar had de naam Vasvári aangenomen naar de plaats Nyírvasvári, waar hij een belangrijk deel van zijn leven had doorgebracht. Zo is Tiszavasvári indirect genoemd naar Nyírvasvári. Het element Tisza verwijst naar de rivier, waar Tiszavasvári niet ver vandaan ligt.

## Geboren
- Aurél Dessewffy (1846-1928), voorzitter van het Magnatenhuis